# Стадион Хесли Крафорд
Стадион Хесли Крафорд (енгл. Hasely Crawford Stadium), некадашњи „Национални стадион”, налази се у граду Порт ов Спејн, Тринидад и Тобаго. Инаугурисао га је и званично отворио премијер Џорџ Чемберс 12. јуна 1982. а 30. децембра 1996. премијер Басдео Пандеј га је званично назвао „Стадион Хесли Кравфорд“, након што је он постао прва особа са Тринидада и Тобага освојила златну олимпијску медаљу.

## Историја
Стадион, који понекад користи фудбалска репрезентација Тринидада и Тобага, био је домаћин финала ФИФА У-17 Светског првенства 2001. године. Такође је био домаћин утакмица на Светском првенству за жене 2010 ФИФА У-17.
Тренутно стадион има капацитет од 22.575 са инсталирањем појединачних седишта, међутим 19. новембра 1989. године Тринидад и Тобаго су играли против САД и победник је преузео све квалификационе мечеве за СП пред негде између 30.000 и 40.000 навијача. Његова ВИП соба у позоришном стилу има 250 места.